# Reece Tatum
Pour les articles homonymes, voir Tatum.
Reece « Goose » Tatum est un joueur de basket-ball et de baseball américain né le 31 mai 1921 à El Dorado dans l'Arkansas et décédé le 18 janvier 1967 à El Paso au Texas.
Il est généralement considéré comme l'inventeur de la technique dite du bras roulé.

## Biographie
Reece Tatum pratique plusieurs sports dès le lycée. Il apparaît d'abord dans la Negro league baseball, une ligue de baseball composée d'équipes principalement afro-américaines. À partir de 1941, il évolue au poste de première base avec les équipes des Black Colonels de Louisville, des Red Sox de Memphis (en), des Black Barons de Birmingham (en) et des Clowns d'Indianapolis (en).
Entre 1942 et 1955, il pratique le basket-ball avec les Globetrotters de Harlem, dont il fut une des premières têtes d'affiche. Il évolue ensuite au sein des Magicians de Harlem avec Marques Haynes, un autre ancien des Globetrotters.
Vétéran de la Seconde Guerre mondiale, il est enterré après son décès en 1967 au cimetière national de Fort Bliss. En 2011, Reece Tatum est intronisé au Basketball Hall of Fame.

## Caractéristiques du joueur
Tatum était doté de bras de très grande taille. Il aurait eu une envergure de plus de 2 mètres et aurait été capable de toucher ses genoux sans se plier. Il est l'auteur de plusieurs gestes et numéros qui en firent un joueur culte. On lui attribue entre autres l'invention du tir à bras roulé (hook shot ou skyhook), popularisé par la suite par Kareem Abdul-Jabbar. Son maillot (le no  50) est un des six retirés par les Globetrotters de Harlem.